# Castillon (Calvados)
Castillon ist eine französische Gemeinde im Département Calvados in der Region Normandie mit 368 Einwohnern (Stand: 1. Januar 2022). Castillon gehört zum Arrondissement Bayeux und zum Kanton Trévières. Die Einwohner werden Castillonais genannt.

## Geografie
Castillon liegt etwa 17 Kilometer südwestlich von Bayeux. Umgeben wird Castillon von den Nachbargemeinden Balleroy-sur-Drôme im Norden, Le Tronquay im Norden, Noron-la-Poterie im Nordosten, Saint-Paul-du-Vernay im Osten, Cahagnolles im Süden und Südosten, Planquery im Süden und Südwesten sowie Balleroy-sur-Drôme im Westen und Nordwesten.

## Bevölkerungsentwicklung
| 1962                      | 1968 | 1975 | 1982 | 1990 | 1999 | 2006 | 2013 |
| ------------------------- | ---- | ---- | ---- | ---- | ---- | ---- | ---- |
| 331                       | 325  | 298  | 294  | 284  | 308  | 295  | 332  |
| Quelle: Cassini und INSEE |      |      |      |      |      |      |      |

## Sehenswürdigkeiten
- gallisches Oppidum
- Kirche Saint-Cassien aus dem 15. Jahrhundert
- Schloss von 1762, Monument historique, mit Wassermühle
- Park von Castillon-Plantbessin, 1985 angelegt
- Brücke von Sully, seit 1990 Monument historique

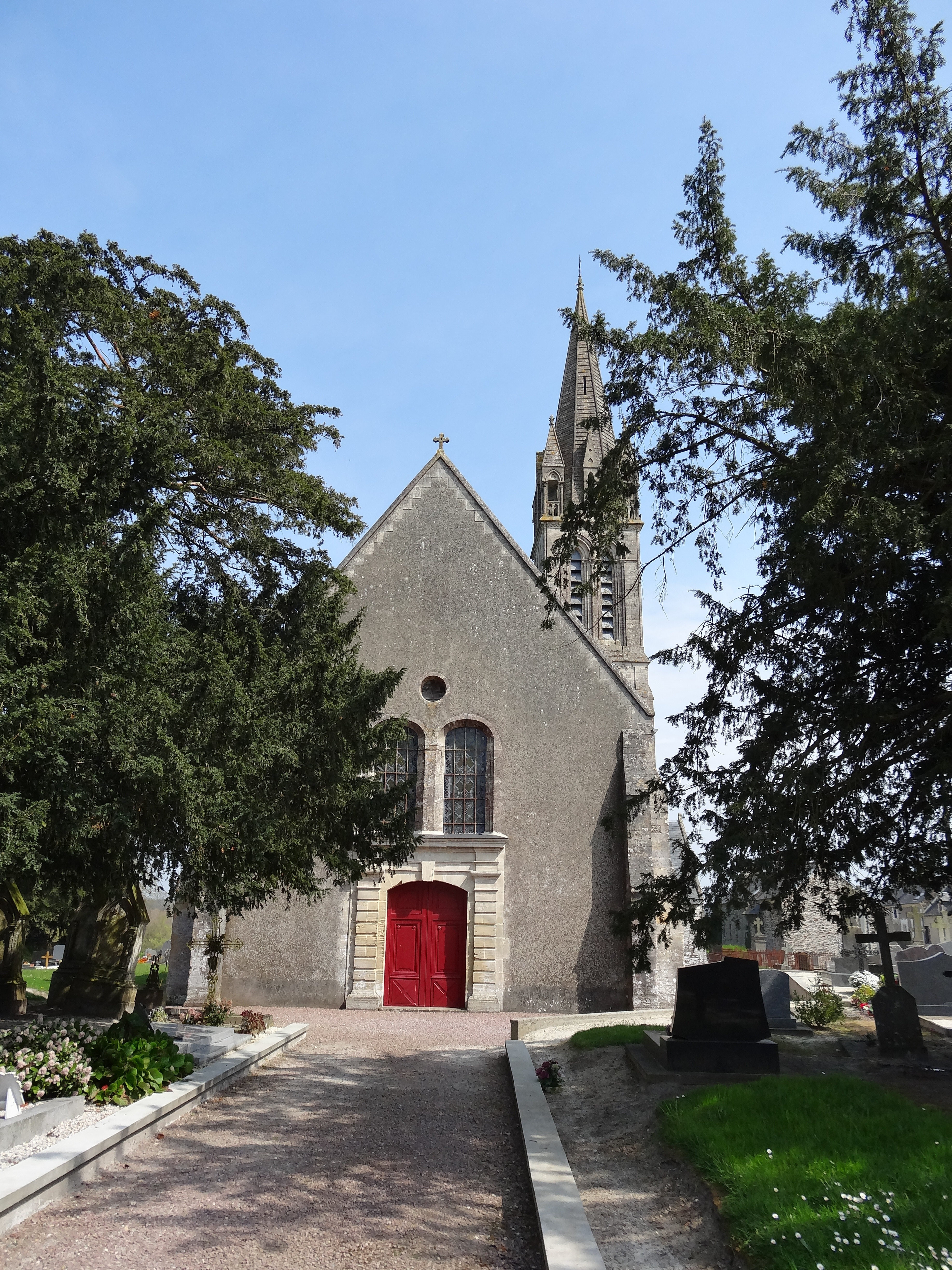
Kirche Saint-Cassien
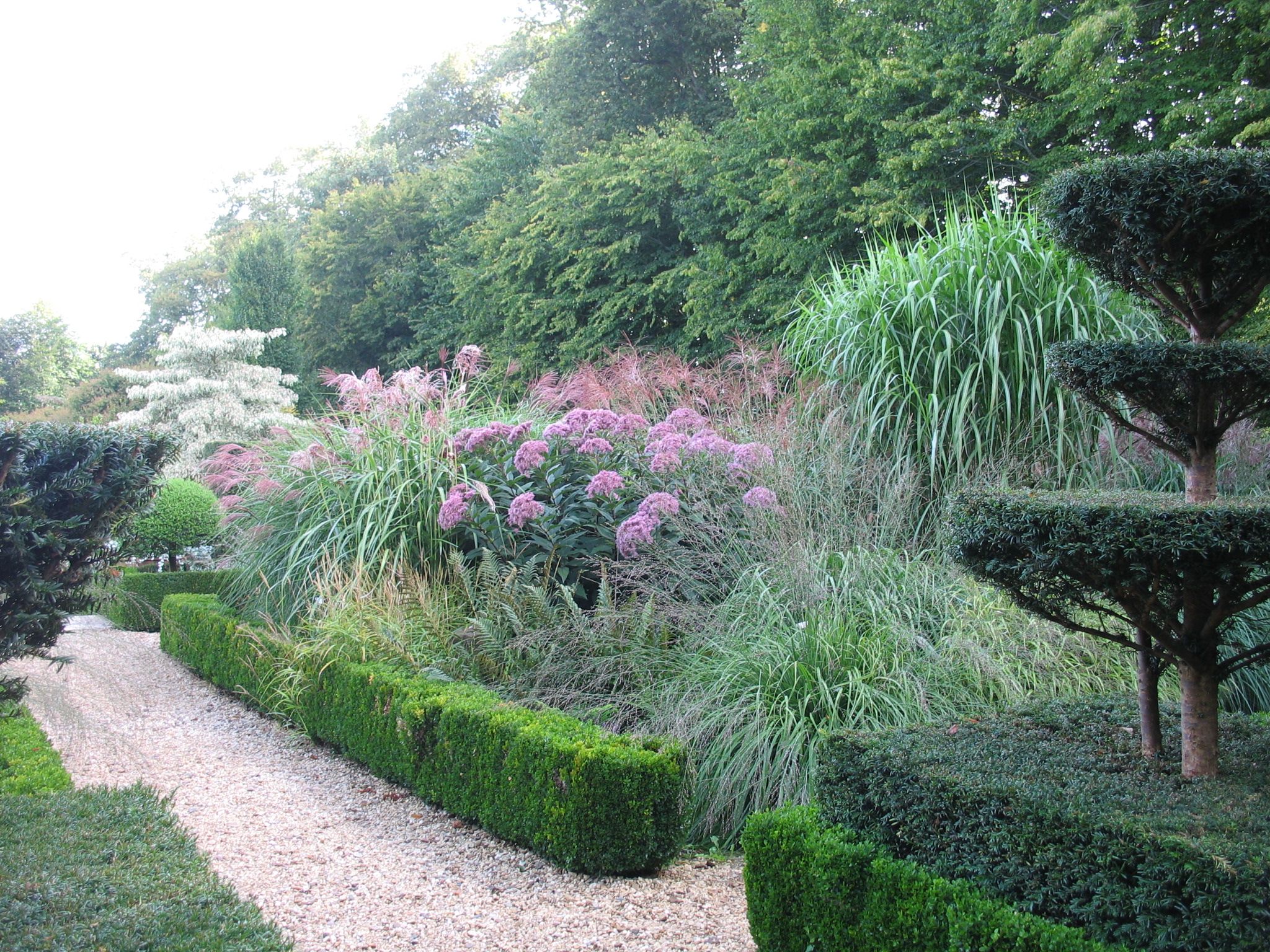
Park von Castillon-Plantbessin
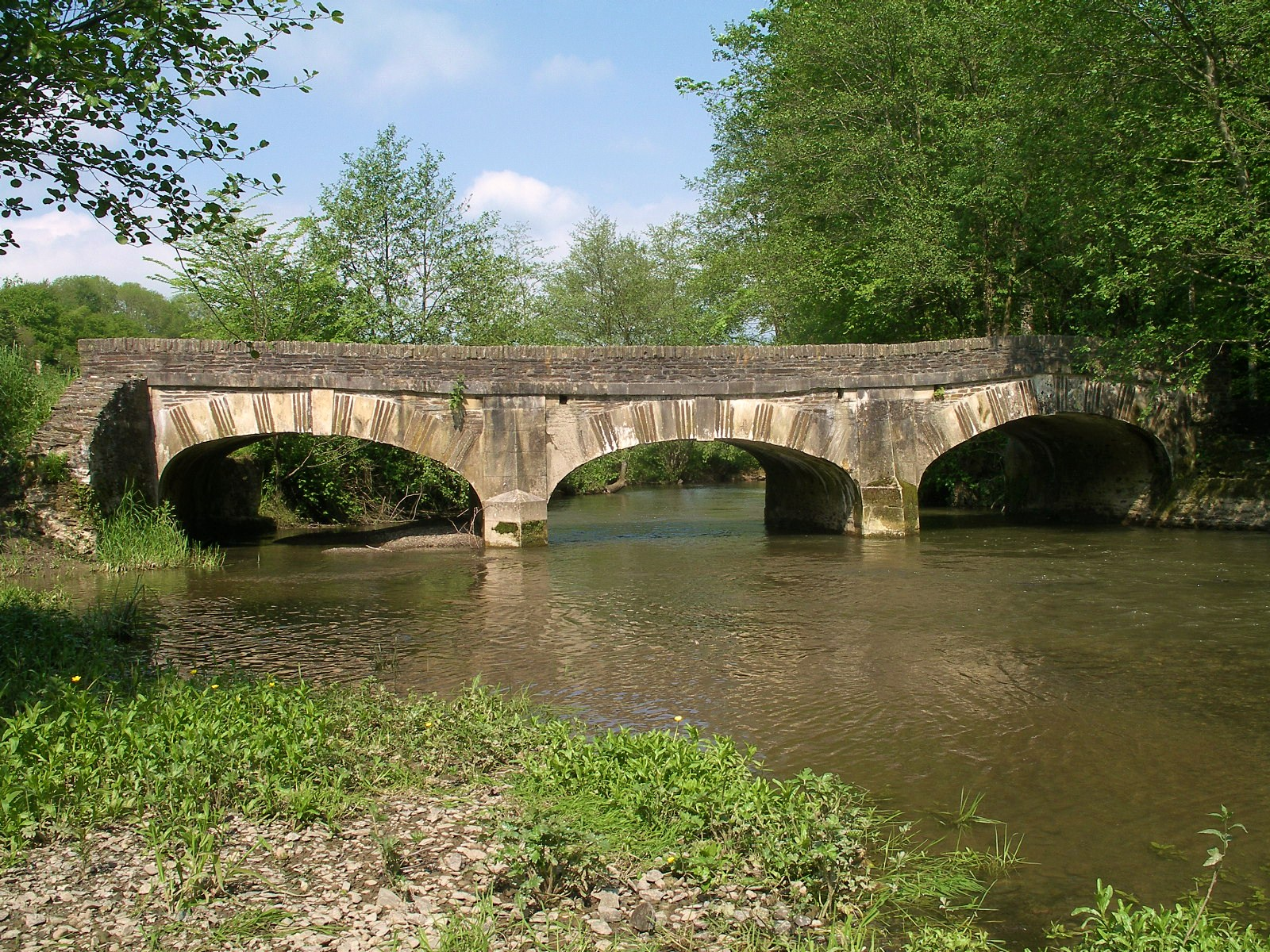
Brücke von Sully

## Persönlichkeiten
- Théomir Devaux (1885–1967), römisch-katholischer Geistlicher, Gerechter unter den Völkern